# Ivor Bueb
Ivor Léon John Bueb (London, 1923. június 6. – Clermont-Ferrand, 1959. augusztus 1.) brit autóversenyző, a Le Mans-i 24 órás autóverseny kétszeres győztese.

## Pályafutása
Ivor öt alkalommal állt rajthoz a Le Mans-i 24 órás viadalon. Kétszer végzett az első helyen. 1955-ben Mike Hawthorn, 1957-ben pedig Ron Flockhart váltótársaként győzött.
1957 és 1959 között hat világbajnoki, és több világbajnokságon kívüli Formula–1-es versenyen vett részt.
1959. augusztus 1-jén egy versenyen, Clermont-Ferrandban súlyos balesetet szenvedett, és belehalt sérüléseibe. Halálakor mindössze harminchat éves volt.

## Eredményei
Le Mans-i 24 órás autóverseny
| Év   | Csapat           | Autó          | Csapattárs      | Helyezés | Kiesés oka |
| ---- | ---------------- | ------------- | --------------- | -------- | ---------- |
| 1955 | Jaguar Cars Ltd. | Jaguar D-Type | Mike Hawthorn   | Győzelem |            |
| 1956 | Jaguar Cars Ltd. | Jaguar D-Type | Mike Hawthorn   | 6.       |            |
| 1957 | Ecurie Ecosse    | Jaguar D-Type | Ron Flockhart   | Győzelem |            |
| 1958 | Duncan Hamilton  | Jaguar D-Type | Duncan Hamilton | Kiesett  | Baleset    |
| 1959 | Brian Lister     | Lister LM     | Bruce Halford   | Kiesett  | Motorhiba  |

Teljes Formula–1-es eredménysorozata
(Táblázat értelmezése)

(Félkövér: pole-pozícióból indult; dőlt: leggyorsabb kört futott) 

| Év   | Csapat                     | Modell           | Motor               | 1      | 2      | 3   | 4   | 5        | 6   | 7      | 8        | 9   | 10  | 11  | Helyezés | Pont |
| ---- | -------------------------- | ---------------- | ------------------- | ------ | ------ | --- | --- | -------- | --- | ------ | -------- | --- | --- | --- | -------- | ---- |
| 1957 | Connaught Engineering      | Connaught Type B | Alta Straight-4     | ARG    | MON Ki | 500 | FRA |          |     |        |          |     |     |     | -        | 0    |
| 1957 | Gilby Engineering Ltd.     | Maserati 250F    | Maserati Straight-6 |        |        |     |     | GBR Hn   | GER | PES    | ITA      |     |     |     | -        | 0    |
| 1958 | BC Ecclestone              | Connaught Type B | Alta Straight-4     | ARG    | MON    | NED | 500 | BEL      | FRA | GBR Ki |          |     |     |     | -        | 0    |
| 1958 | Ecurie Demi Litre          | Lotus 12         | Climax Straight-4   |        |        |     |     |          |     |        | GER 11 * | POR | ITA | MOR | -        | 0    |
| 1959 | British Racing Partnership | Cooper T51       | Climax Straight-4   | MON Nk | 500    | NED | FRA |          |     |        |          |     |     |     | -        | 0    |
| 1959 | British Racing Partnership | Cooper T51       | Borgward Straight-4 |        |        |     |     | GBR 13 * | GER | POR    | ITA      | USA |     |     | -        | 0    |

* Formula–2-es nevezőként